# Église Notre-Dame-du-Mont-Carmel de Pékin
L'église du Mont-Carmel (圣母圣衣堂), connue aussi sous le nom d'église de Xizhenmen (西直门天主堂), est une église construite en 1912 par les missionnaires catholiques qui la placent sous le vocable de Notre-Dame du Mont-Carmel. Elle remplace une précédente église (1867-1900) détruite par la révolte des Boxers. Elle se trouve dans la partie sud du côté septentrional de Xizhenmen Neidajie au numéro 130 à Pékin. Elle est surtout connue sous le nom d'église de l'Ouest (西堂). Elle est ouverte aujourd'hui au culte de l'association patriotique chinoise dite catholique.